# Donyale Luna
Donyale Luna (Detroit, Míchigan, 31 de agosto de 1945-Roma, 17 de mayo de 1979) fue una modelo y actriz estadounidense. Reconocida generalmente como la primera supermodelo negra, Luna fue la primera mujer afroamericana que apareció en la portada de la revista Vogue en su versión británica en mayo de 1966. También apareció en varias películas independientes de Andy Warhol y en las películas Qui êtes-vous, Polly Maggoo? (1966),  Skidoo (1968) y Fellini Satyricon (1969).
En la madrugada del 17 de mayo de 1979, Donyale Luna falleció en una clínica de Roma debido a una sobredosis de heroína. Tenía 33 años. Le sobrevivieron su esposo, Luigi Cazzaniga, y su hija de 18 meses, Dream.

## Filmografía

### Cine
| Año  | Título                                                 | Papel          | Notas               |
| ---- | ------------------------------------------------------ | -------------- | ------------------- |
| 1965 | Camp                                                   |                |                     |
| 1966 | Screen Test #3                                         | Ella misma     |                     |
| 1966 | Screen Test #4                                         | Ella misma     |                     |
| 1966 | Who Are You, Polly Maggoo?                             | Modelo         |                     |
| 1967 | Tonite Let's All Make Love in London                   | Ella misma     |                     |
| 1968 | Skidoo                                                 | Amante de Dios |                     |
| 1969 | Fellini Satyricon                                      | Enotea         |                     |
| 1970 | Soft Self-Portrait of Salvador Dali                    | Ella misma     |                     |
| 1972 | Salomé                                                 | Salomè         |                     |
| 1976 | Il Festival del proletariato giovanile al Parco Lambro | Ella misma     |                     |
| 1979 | The Rolling Stones Rock and Roll Circus                | Ella misma     | Lanzamiento póstumo |